# دايفيد هسندريكس
دايفيد هسندريكس (بالإنجليزية: David Hendrix)‏ هو لاعب كرة قدم أمريكية أمريكي، ولد في 29 مايو 1972 في جيسوب في الولايات المتحدة.

## وصلات خارجية
- دايفيد هسندريكس على موقع مرجع كرة القدم المحترفة.كوم (الإنجليزية)